# 폴료트
폴료트(러시아어: Полёт)는 소련의 중간 궤도 운반 로켓이다. 위성공격무기 우주선을 시험하기 위해 제작되었으며 R-7 세묘르카 로켓에 속한다. 폴료트는 러시아어로 "비행"을 뜻한다.
UR-200 프로그램이 취소된 이후에 마련된 미봉책이었지만 싸이클론 로켓의 기초가 된 로켓이기도 하다. 1963년 11월 1일, 1964년 4월 12일에 바이코누르 우주 기지에서 단 2차례만 발사되었으며 2차례의 비행 모두 성공적으로 진행되었다. 1단 로켓과 4개의 추진 로켓으로 구성되어 있었는데 추진 로켓은 보스호트 11A57 로켓을 기반으로 하여 제작되었다. 1,400kg에 달하는 탑재 장비를 지구 저궤도 59도에서 300km 정도 떨어진 지점까지 운반할 수 있도록 설계된 것이 특징이다.